# Агар, Эдвард, 5-й граф Нормантон
Эдвард Джон Сидни Кристиан Уэлбор Эллис Агар, 5-й граф Нормантон (англ. Edward John Sidney Christian Welbore Ellis Agar, 5th Earl of Normanton ; 29 марта 1910 — 28 января 1967) — англо-ирландский пэр, военный и землевладелец. Он носил титул учтивости — виконт Сомертон с 1910 по 1933 год.

## Происхождение и образование

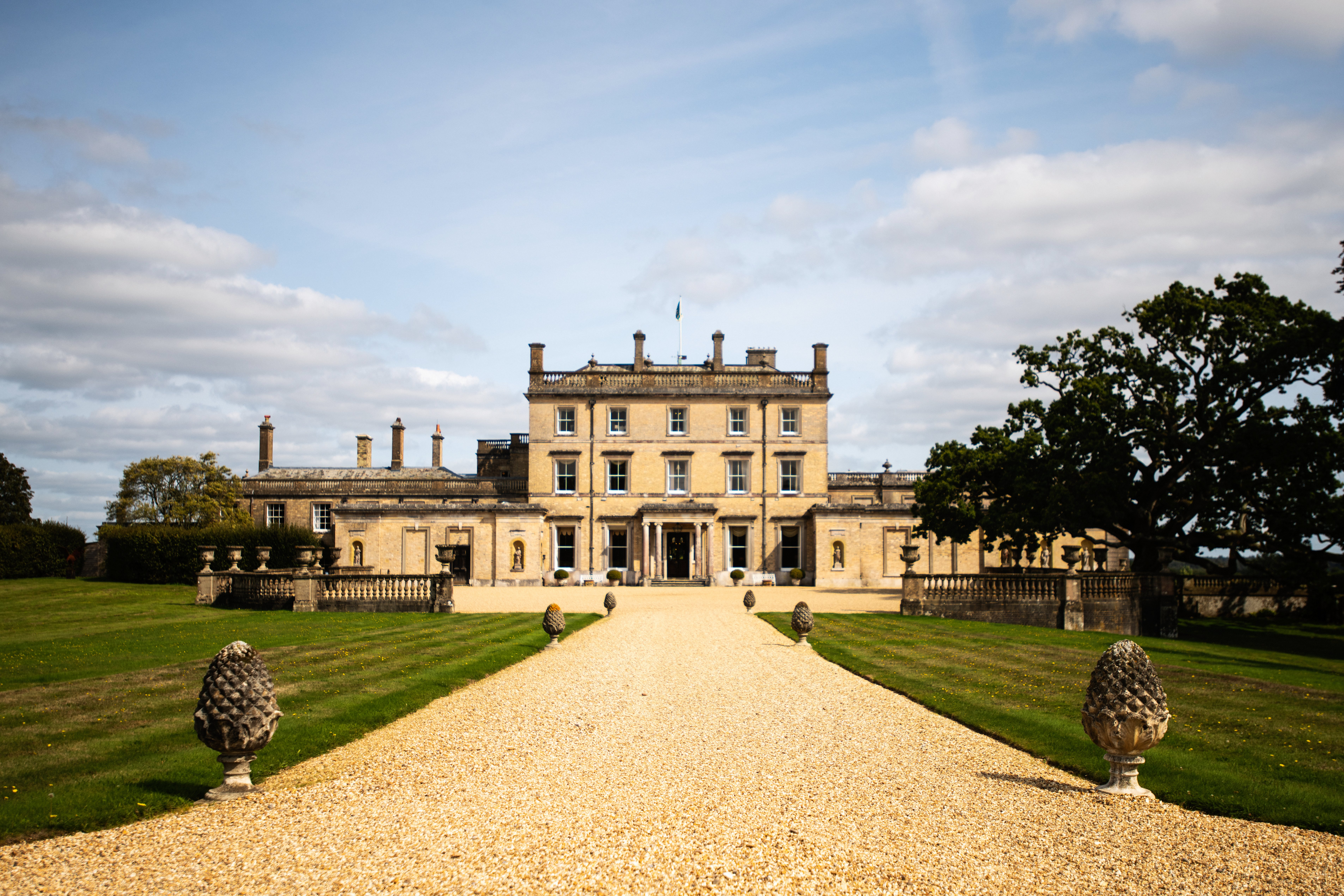
Сомерли-хаус — резиденция графов Нормантон

Родился 29 марта 1910 года. Единственный сын Сидни Джеймса Агара, 4-го графа Нормантона (1865—1933), и его жены леди Эми Фредерики Элис Бинг (1865—1961), дочери Генри Бинга, 4-го графа Страффорда. Он получил образование в школе Уэст-Даунс в Винчестере, в Итонском колледже и в Тринити-колледже в Кембридже, получив степень бакалавра.

## Карьера
Ещё будучи виконтом Сомертоном, Эдвард Агар был зачислен в Королевскую конную гвардию.
25 ноября 1933 года после смерти своего отца Эдвард Агар унаследовал титулы 5-го графа Нормантона (Пэрство Ирландии), 5-го виконта Сомертона (Пэрство Ирландии) и 5-го барона Сомертона (Пэрство Ирландии), и 3-го барона Сомертона из Сомерли в системе Пэрства Соединённого королевства. Последний титул давал ему место в Палате лордов. От своего отца он также унаследовал Сомерли-хаус в Хэмпшире и поместье площадью около 7000 акров, а также коллекцию произведений искусства, в которую входили Венера и Адонис Тициана .
В ноябре 1935 года Нормантон подал в отставку и был переведен в чине лейтенанта из действующего списка в офицерский резерв регулярной армии . Во время Второй мировой войны он вернулся на службу в регулярную армию и дослужился до чина капитана.
Лорд Нормантон скончался 28 января 1967 года в возрасте 56 лет. Ему наследовал его старший сын Шон Агар, 6-й граф Нормантон.

## Частная жизнь
Лорд Нормантон был дважды женат. 5 июля 1937 года Эдвард Агар женился на достопочтенной Барбаре Мэри Прайор-Палмер (13 мая 1906 — 12 сентября 2000), дочери сэра Фредерика Уильяма Фрэнсиса Джорджа Франкленда, 10-го баронета (1868—1937), и Мэри Сесил Керзон, 17-й баронессы Зуш (1875—1965). Ранее она была замужем за Ото Приор-Палмером, который в 1936 году успешно подал на неё в суд о разводе на основании её супружеской измены с лордом Нормантоном . Они развелись в 1943 году.
30 октября 1944 года Нормантон женился во второй раз на леди Фионе Пратт (4 марта 1911—1985), дочери Джона Пратта, 4-го маркиза Кэмдена, и леди Джоан Мэрион Невилл. Ранее она была замужем за сэром Джоном Джерардом Генри Флитвудом Фуллером, 2-м баронетом.
От второй жены у лорда Нормантона было двое сыновей:
- Шон Джеймс Кристиан Уэлбор Эллис Агар, 6-й граф Нормантон (21 августа 1945 — 13 февраля 2019), старший сын и преемник отца.
- Достопочтенный Марк Сидни Эндрю Агар (род. 2 сентября 1948).